# Chaliers
Chaliers é uma comuna francesa na região administrativa de Auvérnia-Ródano-Alpes, no departamento de Cantal. Estende-se por uma área de 18,92 km². Em 2010 a comuna tinha 159 habitantes (densidade: 8,4 hab./km²).